# Therese Brinkmeier
Therese Brinkmeier (* 2. Juli 1903 in Ebbinghausen, Kreis Paderborn; † 27. Juli 1944 in Berlin-Plötzensee) war ein deutsches Opfer des Nationalsozialismus. Sie wurde, nachdem sie wegen Unmutsäußerungen über die Nationalsozialisten angezeigt worden war, im Strafgefängnis Berlin-Plötzensee hingerichtet.

## Leben
Therese Mintert heiratete 1923 den Schlosser Bernhard Brinkmeier. Sie lebten in Lippstadt (Westfalen) und hatten zwei Kinder. Das Ehepaar stand politisch während der Weimarer Republik der Deutschen Zentrumspartei nahe. Ab 1933 bekannten sie sich zum Nationalsozialismus. 1943 wurde Brinkmeier Mitglied in der NS-Frauenschaft. Als ihr Sohn Fritz als Soldat an der Ostfront eingesetzt wurde, versuchte sie zunächst, ihn brieflich zu überreden, sich krankzumelden. Als dies nicht zum gewünschten Ergebnis führte, schrieb sie an den Kommandeur der Einheit ihres Sohnes und forderte ihn auf, den „schon lange verlorenen Krieg“ zu beenden und „die Gewehre umzudrehen“. Sie bezeichnete Hitler als „Peiniger der deutschen Jugend“ und als „Mörder des ganzen deutschen Volkes.“
Der Volksgerichtshof verurteilte sie daraufhin am 5. Juni 1944 wegen Wehrkraftzersetzung zum Tode. Trotz ihres Gnadengesuchs wurde sie am 27. Juli 1944 im Strafgefängnis Berlin-Plötzensee hingerichtet.